# سیارک ۳۶۷۴

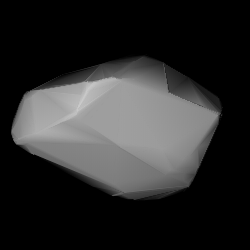
مدل سه‌بُعدی سیارک ۳۶۷۴ بر طبق منحنی نور آن

سیارک ۳۶۷۴ (به انگلیسی: 3674 Erbisbuhl، نامگذاری:1963RH) سه هزار و ششصد و هفتاد و چهارمین سیارک کشف شده‌است که در ۱۳ سپتامبر ۱۹۶۳ کشف شد.
قدر مطلق سیارک برابر ۱۲٫۱۰ است.